# Userin
Userin település Németországban, Mecklenburg-Elő-Pomeránia tartományban. Lakosainak száma 679 fő (2023. december 31.).

## Népesség
A település népességének változása:
| Lakosok száma | 647  | 649  | 682  | 702  | 679  |
|               | 2017 | 2019 | 2021 | 2022 | 2023 |